# Megalomania
A Megalomania a dán-norvég Aqua 3. stúdióalbuma, mely 2011. október 3-án jelent meg, több mint 11 évvel az előző Aquarius megjelenése után. Az albumot az Universal Music Group és a Waterworks jelentette meg. Az album dán "Hitlisten" albumlistán az 1. helyezett volt, így az eladások alapján az IFPI arany helyezéssel jutalmazta az albumot.

## Előzmények
A 2001-es szétválás után az Aqua 2007. október 26-án jelentette be visszatérését egy sajtótájékoztatón. 2008. nyarán az Aqua nyolc különböző városban nyolc koncertet adott a dán Grøn koncert egynapos zenei fesztiváljának részeként. 2009. május 25-én jelent meg első kimásolt kislemezük az albumról, mely követte a 2001-ben megjelent Back to the 80's dalukat, melyet hamarosan követett gyűjteményes albumuk a Greatest Hits megjelenése, majd 2010 februárjában megkezdték a 3. albumuk felvételét Thaiföldön.  Turnézás helyett a zenekar a dalok írására összpontosított azzal a szándékkal, hogy a "világ legjobb pop-albumát" hozzák létre. A 18 hónapos dalszerzés és több mint 100 dal felvétele után a zenekar 2011. július 7-én fejezte be az albumot, a stúdióban töltött 12 hónap után.
Az albumot eredetileg 2011. július 14-én akarták megjelentetni, azonban a lemezkiadó a rossz időzítésre hivatkozva szeptember 5-re tolta a megjelenést. Végül augusztus 22-én az Aqua bejelentette, hogy az album október 3-án jelenik meg.

## Zene és szöveg
Az album a korábbi "bubblegum" és eurodance stílusról eketropop és dance-pop stílusra váltott. René Dif az albumot sokkal agresszívebbnek nevezi, és sokkal "tánczeneinek". A "fuck" szót több dalban is használják, de Dif állítása szerint a csapatot ez nem aggasztotta. Annak ellenére, hogy egyes dalok kifejezetten tartalmaznak trágár szavakat, az albumon a "Parental Advistory" figyelmeztetés nem került a borítóra, így szerkesztett alternatívát sem tettek lehetővé.

## Kritikák
| Értékelések     |           |
| Értékelő        | Értékelés |
| AllMusic        | [ 7 ]     |
| B.T.            | [ 8 ]     |
| Ekstra Bladet   | [ 9 ]     |
| Gaffa           | [ 10 ]    |
| Jyllands-Posten | [ 11 ]    |
| Soundvenue      | [ 12 ]    |
| Politiken       | [ 13 ]    |

A korábbi albumokkal ellentétben a "Megalomania" vegyes kritikákat kapott. Az album legnagyobb kritikája, hogy ez az album érettebb volt a korábbiaknál. Jon O' Brien az AllMusic-tól az albumra az öt csillagból 2.5 csillagot adott. "Meglepő módon a korábbi nyüzsgő, karikatúrás pop hangzás erről az albumról hiányzik, melynek eredményeképpen a dalszövegek, és a félelmetes elektrós hangzás sokkal felnőttesebb, ha nem is feltétlenül új irányzatot mutat..[...]. Mostantól úgy hangzik mint minden más dance-pop album.

## Sikerek
Az album fizikailag 2011. szeptember 30-án jelent meg Dániában, melyet a Bilka kiskereskedelmi üzleteiben lehetett kapni, három nappal a tervezett megjelenési időpont előtt. 2011. október 7-én az album a 6. helyen debütált, és a három napi eladás 1615 példányszámot produkált. A következő héten az album a 2. helyre került, ekkor már 2282 példányszám talált gazdára. Október 17-én az albumot arany helyezéssel tüntették ki az IFPI által, a 10.000 példányszámot meghaladó eladások alapján Dániában. A harmadik héten visszaesett az album a 12. helyre az eladások alapján, és ez további 751 darabszámot jelentett. Az album két hét után kiesett a toplistából, és csupán Top40-es helyezéssel maradt a listán, a 33. helyezést megszerezve. Ekkor 287 példányt adtak el az albumból. A zenekar menedzserének, Niclas Ankernek az volt a célja, hogy platina minősítést érjen el az album 20.000 eladott példányszám után.  Annak ellenére, hogy a zenekar korábban sikeres volt az Egyesült Államokban, az album sem fizikai, sem pedig digitális formában nem jelent meg az országban.

## Kislemezek
A How R U Doin? című kislemez 2011. március 14-én jelent meg az album vezető kislemezeként. A dal 4. helyezett volt Dániában, és a kislemezből elkelt 15.000 példányszám alapján arany tanúsítvánnyal jutalmazták az eladást.
Az együttes 2011-es turnéjuk során megerősítette, hogy a "Like a Robot" második kislemezként fog megjelenni július elején, mely egybeesik az ugyanabban a hónapban megjelenő album dátumával. Szeptember 8-án azonban bejelentették, hogy a Playmate to Jesus és a Like a Robot két különálló kislemezként kerül kiadásra. A "Like a Robot" klub kislemezként kerül kiadásra, míg a "Playmate to Jesus" rádiós kislemezként. Mindkét dalt szeptember 12-én jelentették meg. A "Playmate to Jesus" hivatalos zenei videója szeptember 23-án került bemutatásra. A dal a 26. helyen debütált Dániában. A dal 13. helyezést ért el, több mint 300.000 alkalommal játszották le a rádióban.
2011. november 5-én Lucas Secon producer beszámolt arról, hogy a "Like a Robot" című dal az album nemzetközi vezető kislemezként fog megjelenni.

## Számlista
| 1.    | Playmate to Jesus                                | Norreen S. Rasted Nicolaj Rasted Sablon:Ref           | 4:46 |
| 2.    | Dirty Little Pop Song                            | Bjørke Norreen S. Rasted N. Rasted Sablon:Ref         | 3:49 |
| 3.    | Kill Myself                                      | Norreen S. Rasted N. Rasted Sablon:Ref                | 3:29 |
| 4.    | Like a Robot                                     | Secon Norreen S. Rasted N. Rasted Sablon:Ref          | 3:39 |
| 5.    | Viva Las Vegas                                   | Norreen S. Rasted N. Rasted Sablon:Ref                | 3:23 |
| 6.    | No Party Patrol                                  | Norreen S. Rasted N. Rasted Sablon:Ref                | 3:21 |
| 7.    | Come n' Get It                                   | Norreen S. Rasted N. Rasted Sablon:Ref                | 3:24 |
| 8.    | Sucker for a Superstar                           | Frederik Thaae Norreen S. Rasted N. Rasted Sablon:Ref | 3:19 |
| 9.    | Be My Saviour Tonight                            | Norreen S. Rasted N. Rasted Sablon:Ref                | 3:17 |
| 10.   | How R U Doin?                                    | Troelsen Norreen S. Rasted N. Rasted Sablon:Ref       | 3:21 |
| 11.   | If the World Didn't Suck (We Would All Fall Off) | Thaae Norreen S. Rasted N. Rasted Sablon:Ref          | 3:21 |
| 39:09 |                                                  |                                                       |      |

Megjegyzés
- ↑ a [a]  signifies an additional producer

## Kiadási előzmények
| Ország             | Dátum             | Formátum           | Label     |
| ------------------ | ----------------- | ------------------ | --------- |
| Ausztrália         | 2011. október 3.  | Digitális letöltés | Universal |
| Dánia              | 2011. október 3.  | Digitális letöltés | Universal |
| Norvégia           | 2011. október 3.  | Digitális letöltés | Universal |
| Svédország         | 2011. október 3.  | Digitális letöltés | Universal |
| Egyesült Királyság | 2011. október 3.  | Digitális letöltés | Universal |
| Egyesült Államok   | 2011. október 3.  | Digitális letöltés | Mercury   |
| Németország        | 2011. október 18. | CD                 | Universal |

## Slágerlista és Minősítések
| Chart (2011)                   | Peak position |
| ------------------------------ | ------------- |
| Dánia (Hitlisten Album Top 40) | 2             |
| Dánia Bit Albums (Hitlisten)   | 1             |

| Slágerlista (2011)        | Helyezés |
| ------------------------- | -------- |
| Dánia Danish Albums Chart | 64       |

### Minősítések
| Ország               | Minősítés | Eladások |
| -------------------- | --------- | -------- |
| Dánia (IFPI Denmark) | arany     | 10.000   |